# Bisko
Bisko és un poble del municipi de Trilj (Split-Dalmàcia, Croàcia). El 2011 tenia 395 habitants.